# Tony Renna
Tony Renna, född 23 november 1976 i Victorville, Kalifornien, USA, död 22 oktober 2003, Indianapolis, Indiana, USA, var en amerikansk racerförare.
Renna, som med relativ framgång tävlade i Indycar, omkom under en testkörning på Indianapolis Motor Speedway 2003. Vid tidpunkten hade han skrivit på för Chip Ganassi Racing för att köra med teamet 2004, men han förlorade kontroll över bilen. Orsaken har aldrig klarlagts och han kraschade i kurva 3. Han avled omedelbart av traumat.